# Laguna de Salinas (Perú)
La Laguna de Salinas es un salar de aguas someras, que se localiza al sur del Perú, en el departamento de Arequipa, dentro de los límites de la Reserva nacional de Salinas y Aguada Blanca. Se encuentra en una depresión que forma la parte final de una cuenca endorreica, posee como máximo una extensión de unas 6 182 hectáreas, si bien su área disminuye durante la estación seca, hasta quedar reducido a una costra de sal. Se eleva a una altitud de 4 300 m sobre el nivel del mar. El salar está rodeado de bofedales que son alimentados por agua de lluvia y deshielos. 
La belleza escénica de los volcanes Pichu Pichu y Ubinas dominan el paisaje, las actividades humanas resaltan a la vista, ya sea con su ganadería o sus actividades extractivas, sin embargo la fauna silvestre, especialmente los miles de flamencos, le dan un colorido inusual y de mucha belleza al salar.
El 28 de octubre de 2003 fue designado sitio Ramsar.

## Aspectos geográficos

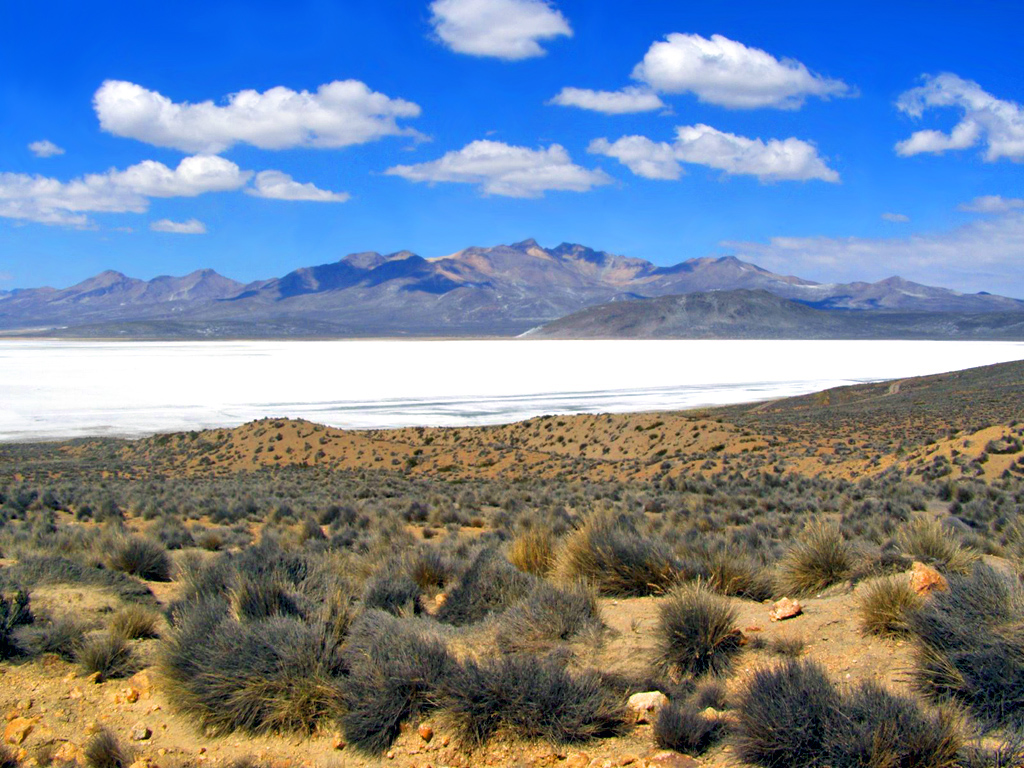
Laguna de Salinas

La laguna de Salinas se sitúa a unos 60 km de la ciudad de Arequipa. Está formada por una depresión de poca profundidad y de gran extensión superficial sin salida de aguas que recibe alimentación a través de los ríos Chacalaque (19 km) y Turca (11 km), igualmente es alimentada permanentemente por agua de manantiales y bofedales (humedales) que se encuentran alrededor de la laguna. En algunas áreas hay emanaciones de aguas termales.

### Composición
La laguna está conformada por varias capas de sal que varían en espesor de centímetros a metros; la costra de la superficie tiene un gran grosor y la cantidad de sal que existe en la laguna es estimada en toneladas. Esta salmuera se compone de boro, cloro, magnesio, sulfatos de sodio, potasio, estroncio y litio. Este cuerpo de agua ha variado según las distintas fases lacustres, alcanzando salinidad de hasta 40 gr/litro. Al evaporarse toda el agua se forman los salares.

### Clima
Las condiciones climatológicas son muy rigurosas, con excesivas variaciones de temperatura, lluvias estacionales y gran insolación. La temperatura promedio es de 4 °C, con una fuerte variación entre el día y la noche, pudiendo alcanzar 20 °C en el día y en la noche estar por debajo de los 0 °C. Las lluvias se presentan entre los meses de noviembre a marzo, con una precipitación anual de 285 mm, y la evapotranspiración potencial anual varia entre 1 y 2 veces la precipitación.

## Flora y Fauna
La laguna de Salinas sustenta una población de más de 20 000 aves acuáticas en ciertas épocas del año, y además se destaca por la presencia de las tres especies de flamencos andinos, alcanzando poblaciones de hasta 21 000 individuos durante la estación de lluvias. Sustentando así el 3% de la población mundial de flamenco común (Phoenicopterus chilensis), el 2 % de la población mundial del flamenco de James (Phoenicoparrus jamesi) y el 0,6 % de la población mundial del flamenco andino (Phoenicoparrus andinus).
Además de los flamencos, alberga cinco especies de aves migratorias del Neártico incluyendo Tringa flavipes, Tringa melanoleuca, Calidris bairdii, Calidris fuscicollis y Phalaropus tricolor, dos especies de América del Sur (Calidris melanotos y Muscisaxicola flavinucha) y dos de los Andes (Flavinucha flavinucha y Plegadis ridgwayi).
En las áreas que rodean la laguna, encontramos importantes asociaciones vegetales conocidas como bofedales con vegetación emergente de Distichia muscoides, Alchemilla pinnata, Lilaeopsis macloviana, Festuca dolichophylla y Ranunculus flagelliformis. La vegetación dominante en los alrededores de la laguna está caracterizada por la formación de pastizal altoandino, conformado principalmente por los géneros Nassella y Calamagrostis.

## Influencia económica

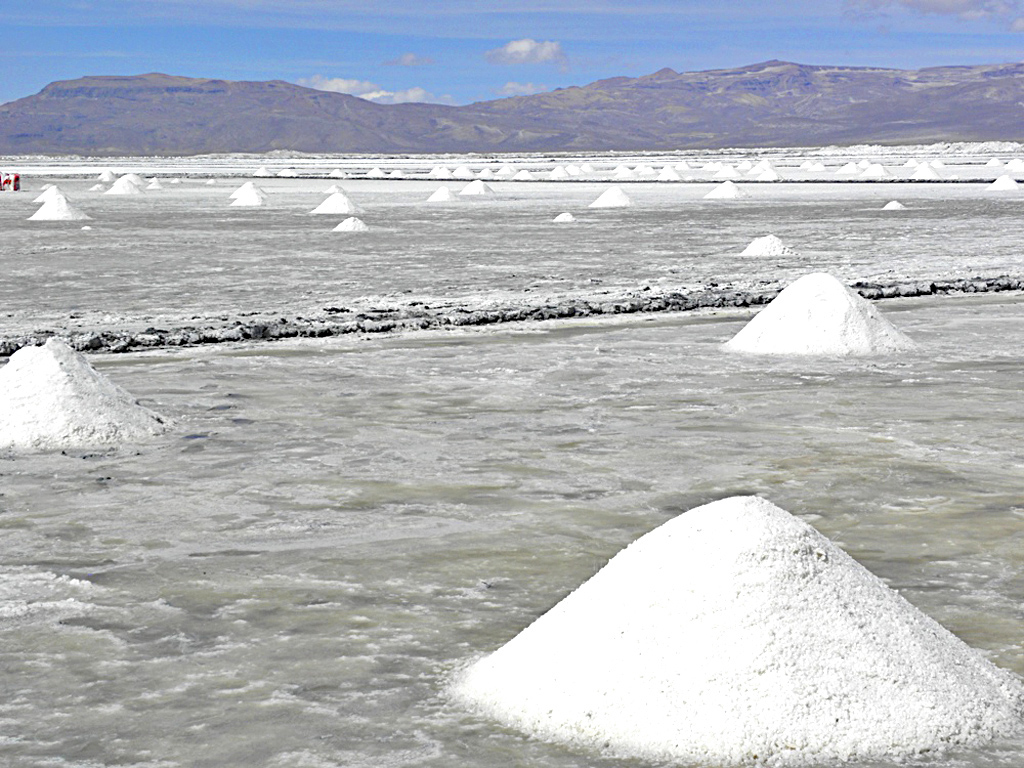
Pilares de sal en la laguna, método tradicional de producción de sal, que consiste en evaporar el agua y así facilitar su transporte.

La laguna de Salinas es la base de la subsistencia de los pobladores allí asentados, ya que la base productiva de la zona es básicamente extractiva y basada en la minería, además del pastoreo de camélidos nativos como alpacas y llamas. La minería es la actividad principal en la laguna, en la que se ha establecido un centro minero para la extracción de boratos de sodio, para cuya labor contrata como trabajadores eventuales a los pobladores de la zona. Igualmente estos pobladores hacen extracción de sal (cloruro de sodio), la que es comercializada hacia la misma mina. 

## Conservación
Toda el área de la laguna de Salinas y sus bofedales adyacentes por su importancia biológica, forman parte de la Reserva nacional de Salinas y Aguada Blanca, por Decreto Supremo N.º 070-79-AA, del 9 de agosto de 1979, responsable de los monitoreos mensuales de la variación de la ornitofauna. En 2003 este espacio natural fue incluido en la Lista Ramsar de Humedales de Importancia Internacional.

## Galería

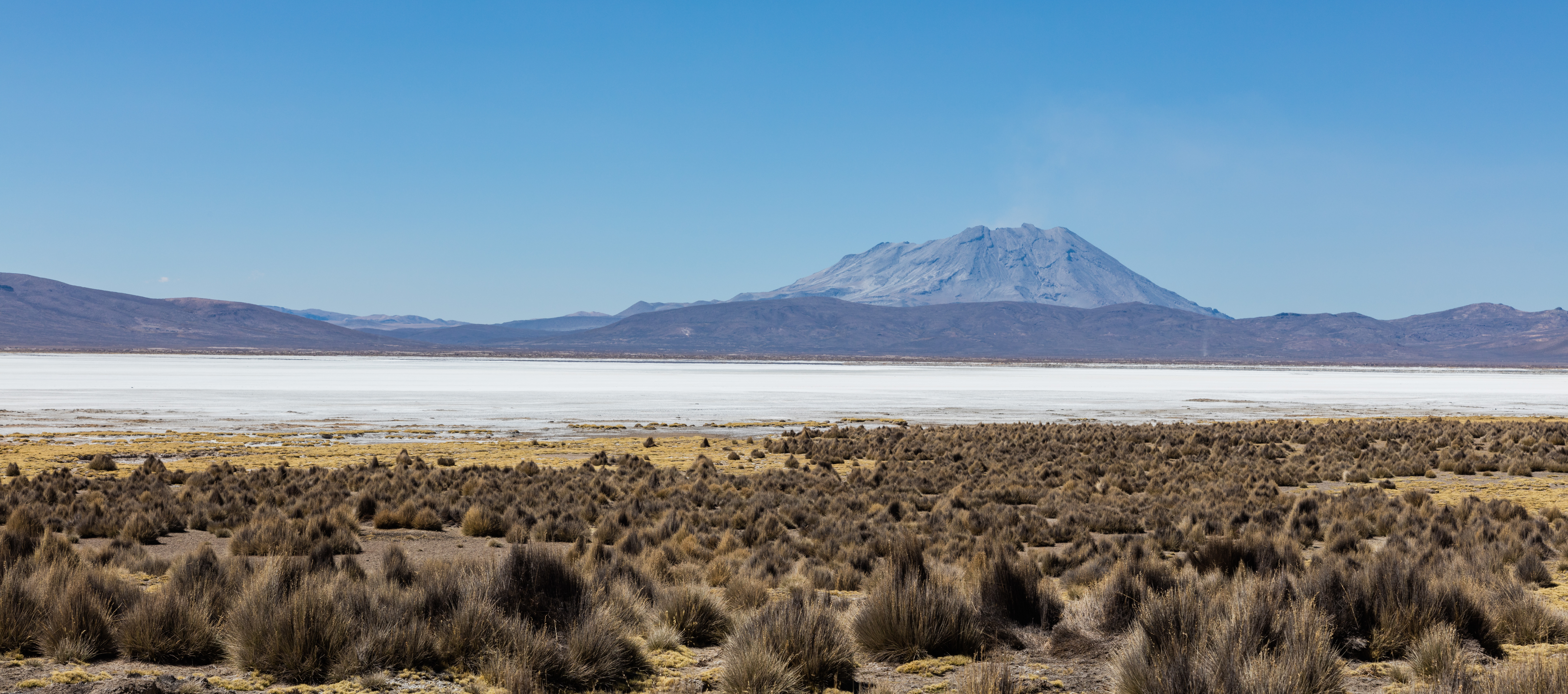
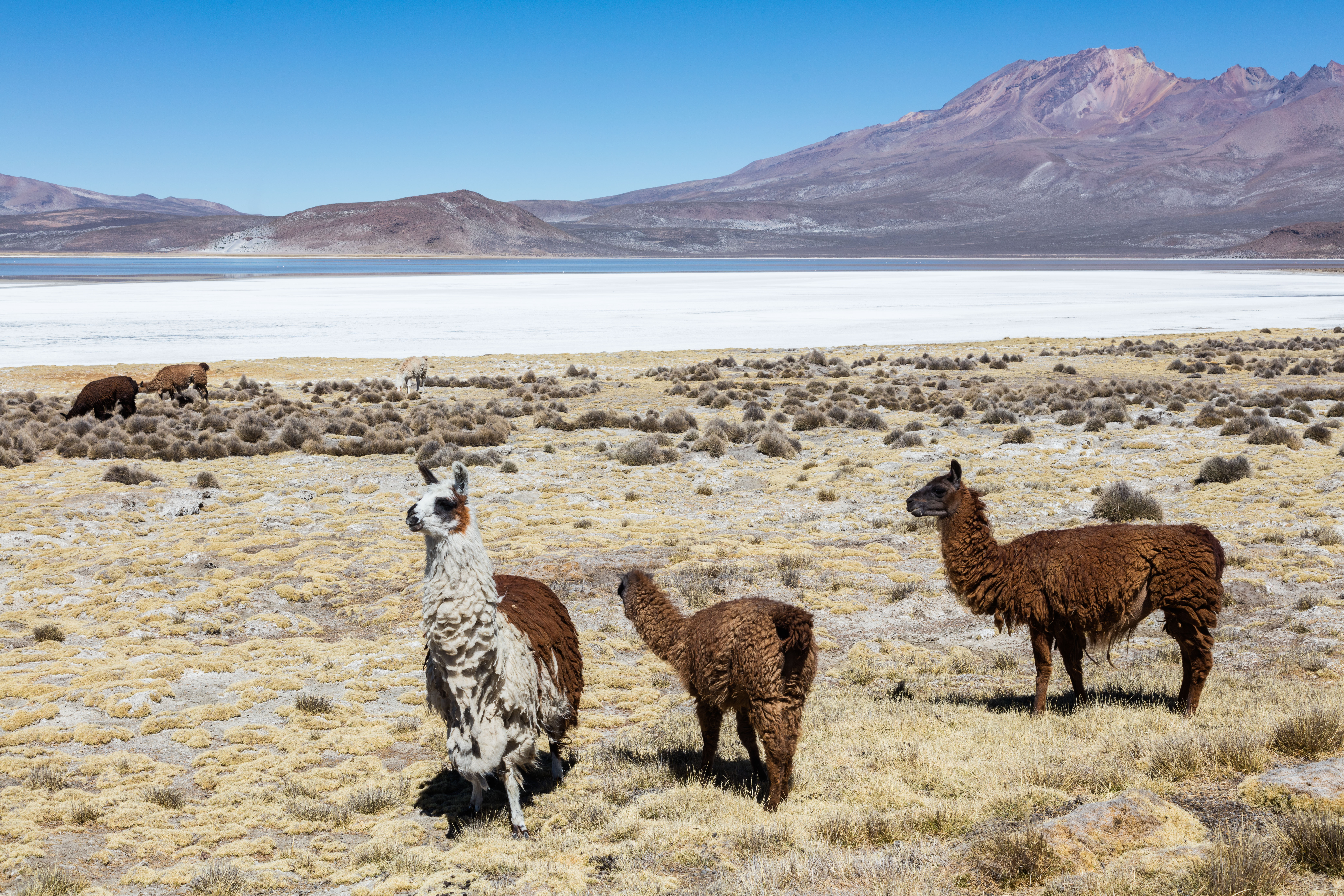
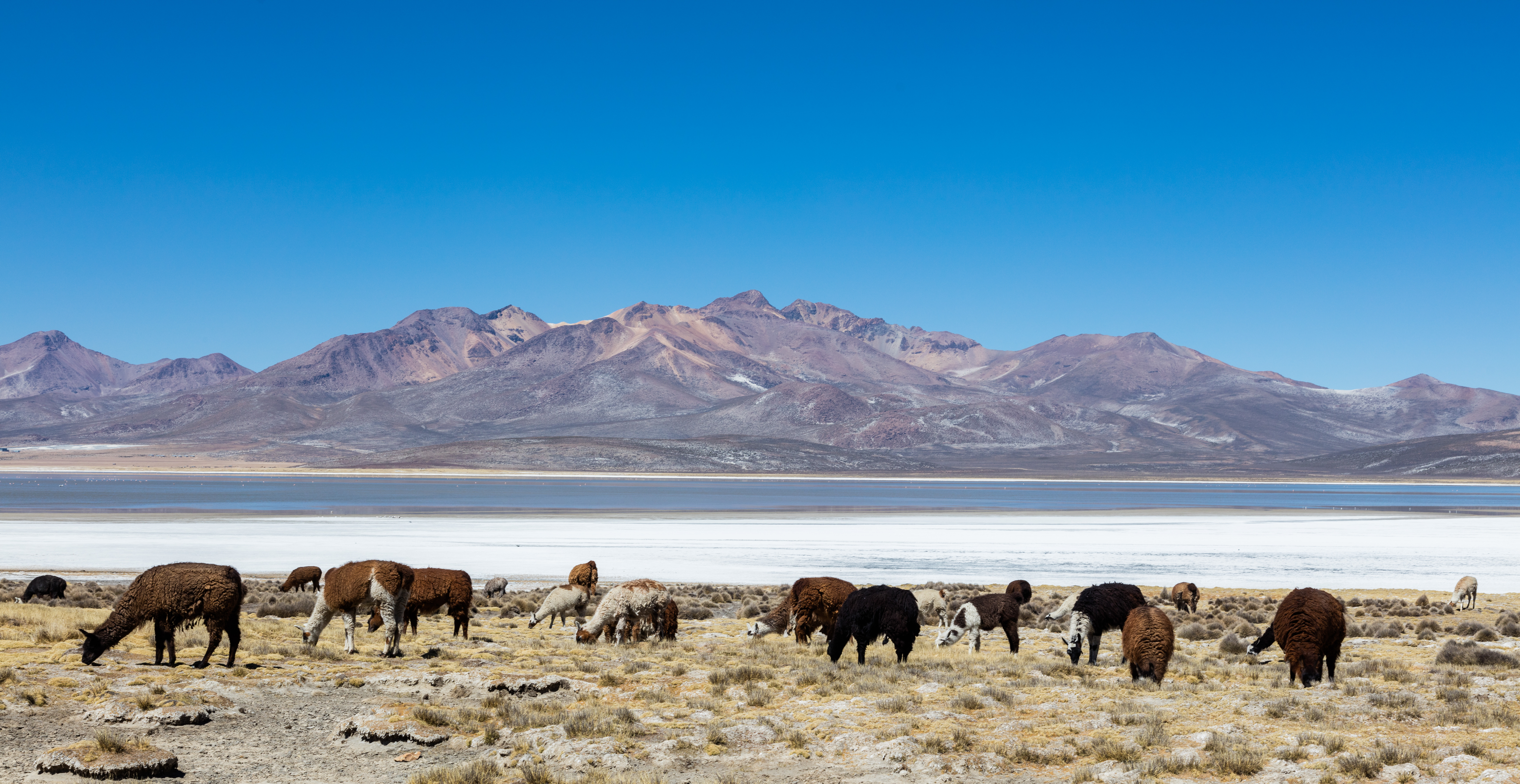
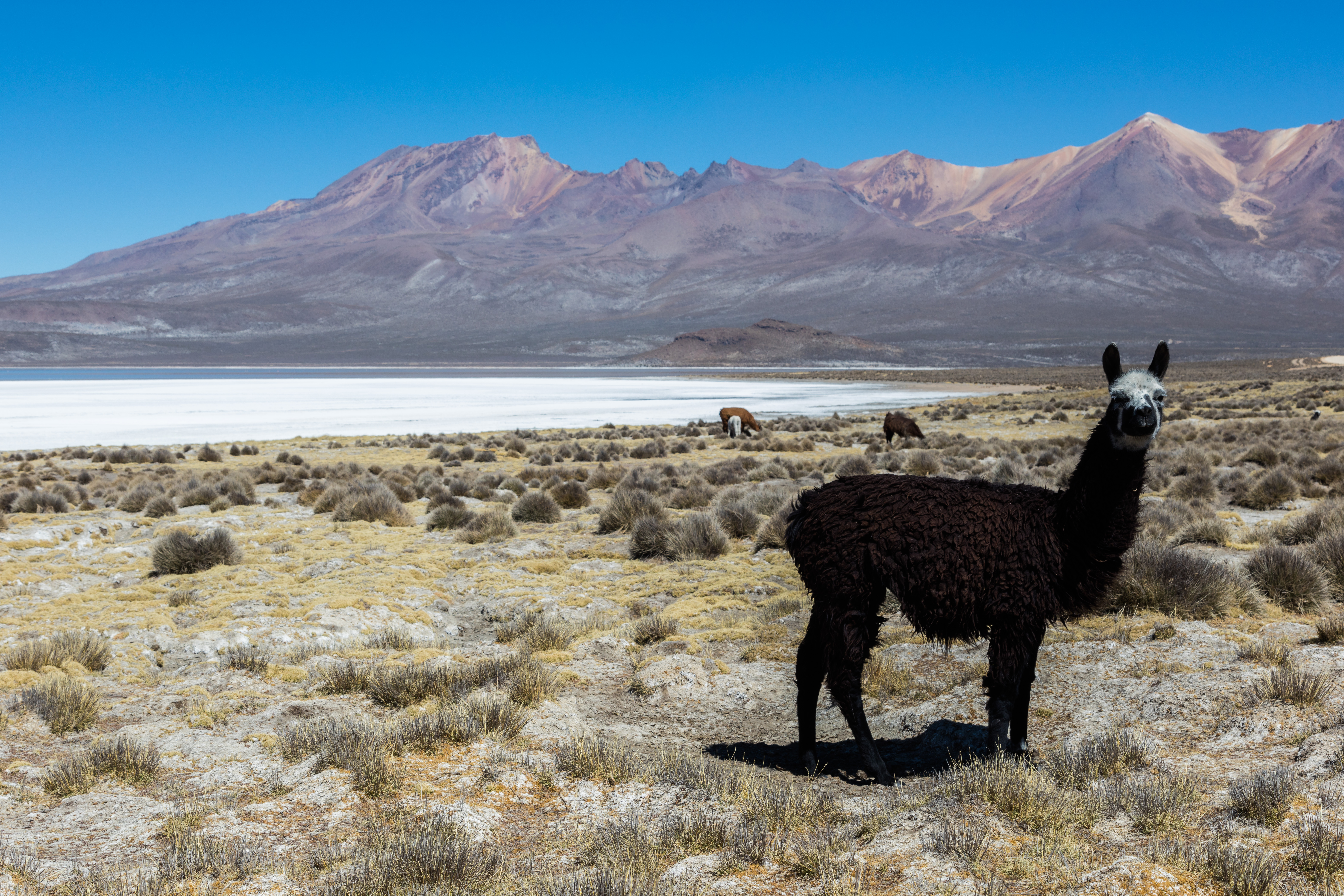
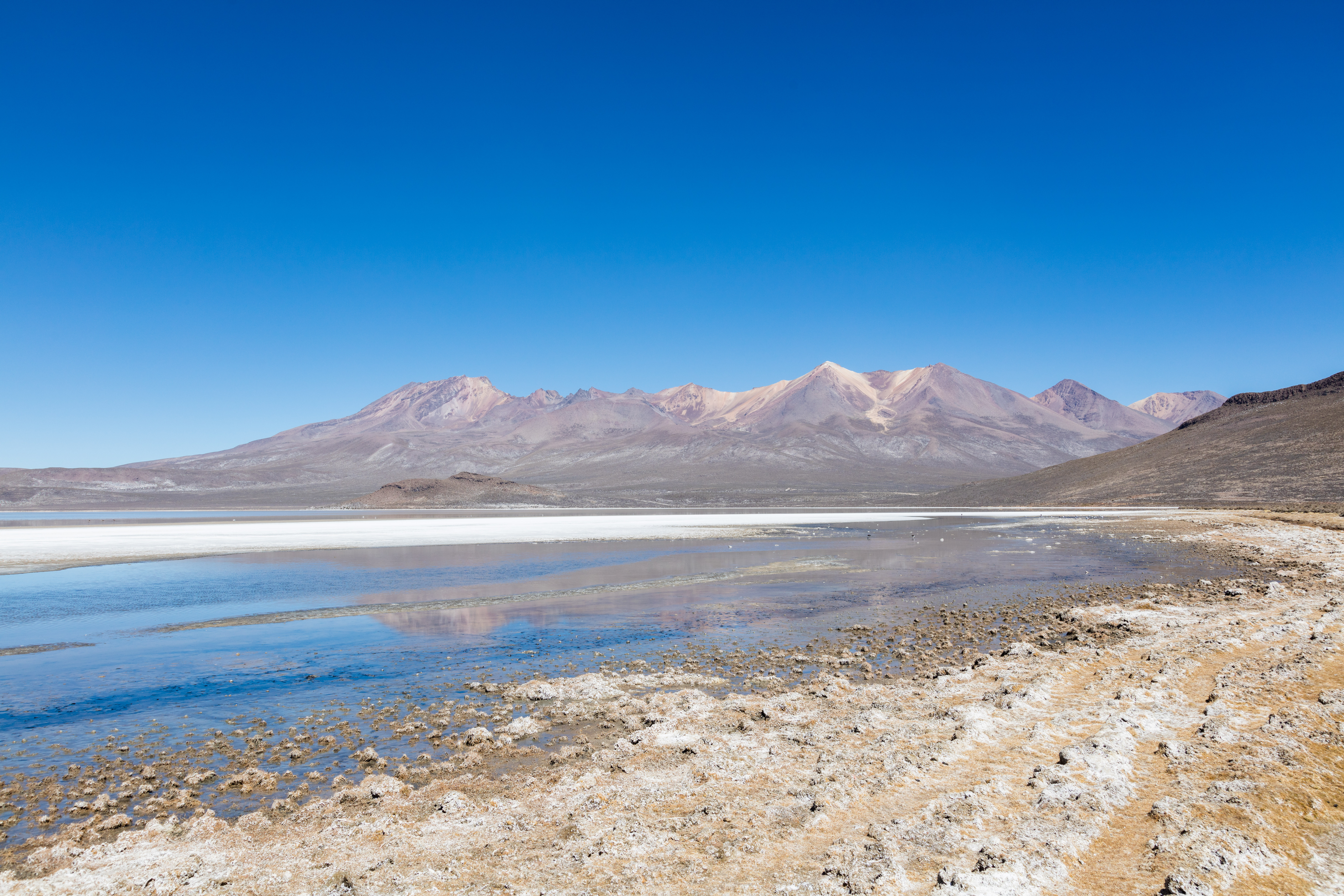
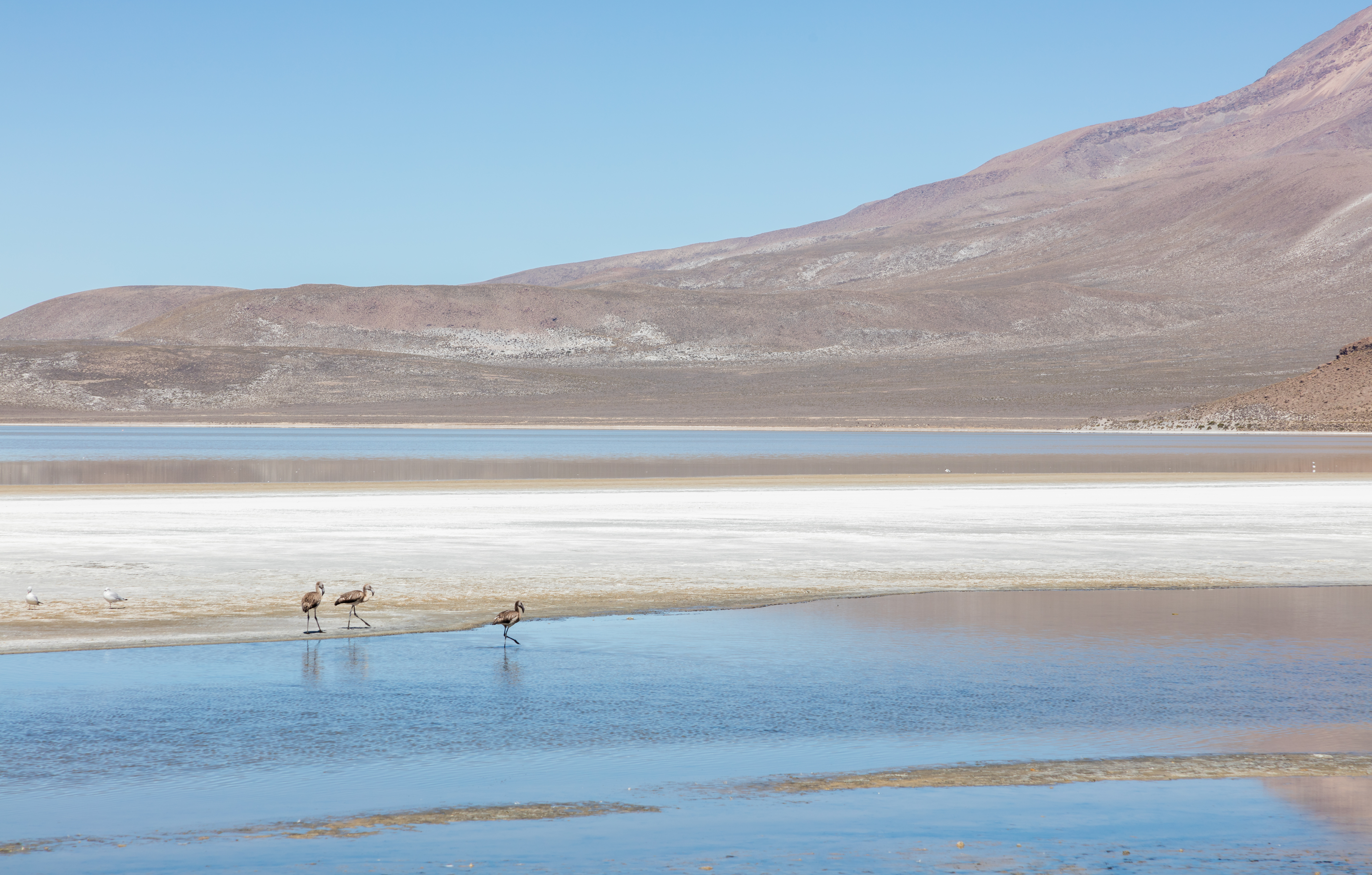
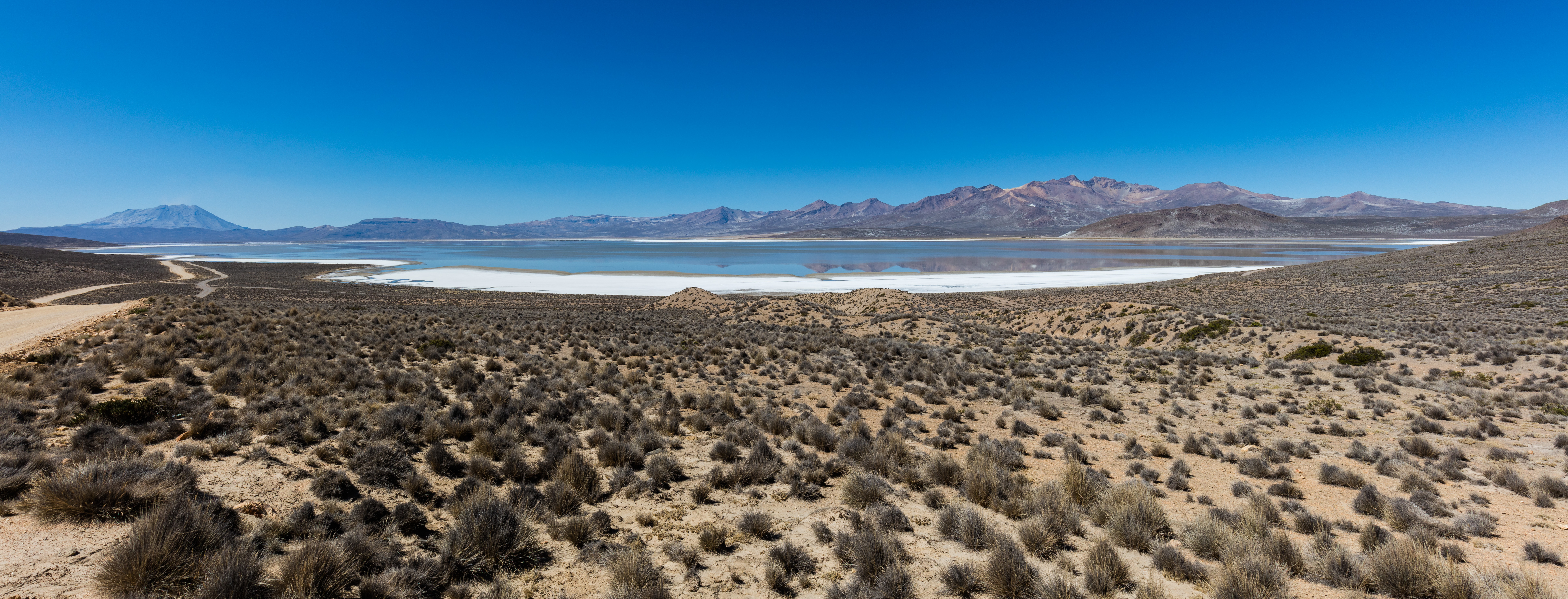